# Peter de la Billière
Sir Peter de la Billiere, KBE, KCB, britanski general, plemič in operativec, * 29. april 1934.
Ob vstopu v oborožene sile je postal častnik v Durhamski lahki pehoti, v katero je služil med korejsko vojno, na Japonskem, v Egipt in Jordaniji.
Leta 1955 je vstopil v SAS in bil poslan v Malajo, nato pa na Borneo in v Oman.
Poveljeval je SAS med falklandsko vojno in bil poveljnik vseh britanskih sil med zalivsko vojno.
Junija 1991 se je upokojil.

## Napredovanja
- 1991 - general

## Odlikovanja
- vojaški križec (2x)
- Distinguished Service Order
- vitez britanskega imperija (KBE)
- Red kopeli (KCB)